# Martin Sheridan
Martin Joseph Sheridan (28. března 1881 Bohola, Irsko — 27. března 1918 New York) byl americký atlet, specializující se zejména na hod diskem, trojnásobný olympijský vítěz.
Byl všestranným atletem, největší úspěchy dosáhl v hodu diskem. Na olympiádě v St. Louis v roce 1904 zvítězil v soutěži diskařů a ve vrhu koulí skončil čtvrtý. O čtyři roky později v Londýně obhájil vítězství v hodu diskem a zvítězil také v soutěži diskařů řeckým stylem. Ve skoku do dálky z místa vybojoval bronzovou medaili. Startoval rovněž v trojskoku, kde skončil devátý a ve skoku do výšky obsadil šestnácté místo.
Od roku 1906 až do své smrti sloužil u policie v New Yorku. Zemřel během epidemie španělské chřipky v roce 1918.